# Utetheisa semisignata
Utetheisa semisignata är en fjärilsart som beskrevs av Arnold Spuler 1906. Utetheisa semisignata ingår i släktet Utetheisa och familjen björnspinnare. Inga underarter finns listade i Catalogue of Life.